# The Third Day
The Third Day é uma minissérie de televisão britânica-americana de drama criada pelo roteirista Dennis Kelly e Felix Barrett, e dirigida por Marc Munden e Philippa Lowthorpe.
É uma co-produção entre Sky Studios, Plan B Entertainment e Punchdrunk, a série estreou nos Estados Unidos em 14 de setembro de 2020 através da HBO e no Reino Unido em 15 de setembro de 2020 pela Sky Atlantic.

## Sinopse
A série narra viagens individuais de um homem e uma mulher que chegam a uma ilha misteriosa em momentos diferentes.
A produção será dividida em três partes com três histórias interligadas. A primeira parte, 'Verão', dirigido por Marc Munden, irá mostras Sam (interpretado por Jude Law), um homem atraído por uma ilha misteriosa na costa da Inglaterra, onde encontra um grupo de ilhéus empenhados em preservar suas tradições a qualquer custo.
A segunda parte da produção, 'Outono', será mostrado durante um evento único ao vivo na ilha após a transmissão da seção de 'Verão' do programa. Descrito pelos produtores do programa como o "grande evento de teatro imersivo", o segmento ao vivo do episódio irá ao ar em plano-sequência e é intencionado a permitir que quem acompanha The Third Day "habite a história enquanto ela acontece". Terá a participação de Jude Law e outros membros do elenco.
A terceira parte da série, 'Inverno', dirigido por Philippa Lowthorpe, irá mostrar Helen (interpretada por Naomie Harris), uma forasteira obstinada que chega à ilha em busca de respostas, mas cuja chegada precipita uma batalha turbulenta para decidir seu destino.

## Elenco e personagens

### Principal
- Jude Law como Sam
- Katherine Waterston como Jess
- John Dagleish como Larry
- Mark Lewis Jones como Jason
- Jessie Ross como Epona
- Richard Bremmer como Old Man
- Paddy Considine como Sr. Martin
- Emily Watson como Sra. Martin
- Freya Allan como Kali[6][7]
- Börje Lundberg como Professor Mimir
- Naomie Harris como Helen
- Charlotte Gairdner-Mihell como Tallulah
- Nico Parker como Ellie[8][9]

### Convidados
- Stanley Auckland como o garoto de óculos
- Joe Blakemore como o garoto
- Will Rogers como Danny
- Amer Chadha-Patel como a pastora
- Lauren Byrne
- Tom Lawrence como Tomo
- Mani Lad